# Zio Paperone e l'isola alla fine del tempo
Zio Paperone e l'isola alla fine del tempo (testo e disegni di Don Rosa, 1991) è fumetto che vede Zio Paperone contro Cuordipietra Famedoro, in cui ha un ruolo importante il tempo.

## Trama
La storia comincia quando nell'Oceano Pacifico nasce un nuovo vulcano in mezzo al mare, che non erutta lava, bensì oro. A Paperopoli è notte, ma i satelliti dell'arciplurimiliardario non dormono mai e uno rileva l'isola d'oro ma si rompe subito a causa dell'eccitazione e precipita nella valle del  Limpopo. Il giorno dopo, Paperone è già in partenza con Paperino, Qui, Quo e Qua verso le Filippine dove la sua agenzia gli comunica il luogo di caduta del satellite. Contemporaneamente, Famedoro si ferma lì con il suo jet, a fare un rifornimento per un viaggio nel Pacifico: Paperone capisce che il satellite era stato trovato da Famedoro e s'intrufola nel suo jet per scoprire le coordinate dell'isola d'oro. Una volta avuta l'informazione, Paperone e i nipoti si dirigono nel Pacifico assieme ad un pilota, ma arriva prima Famedoro. Quando Paperone arriva, Famedoro dice che il 180º Meridiano divide l'isola a metà e intanto Curdipietra aveva piantato il suo paletto nella parte occidentale; allora Paperone pianta il suo paletto ad est, dove è un giorno prima rispetto alla parte di Famedoro (dato che il 180º meridiano corrisponde con la linea del cambiamento di data). I nipotini, però, si ricordano che il primo a piantare un paletto nella parte orientale dell'isola e a dichiararla propria fu il loro pilota, che disse di sperare di poter avere l'isola per aiutare il suo povero paese.
Così, alla fine, la "gara" all'isola d'oro fu vinta da un povero e onesto isolano.
Il D.U.C.K. si trova in basso a sinistra, confuso tra le onde della prima vignetta della prima tavola.